# Ostrovu Mare
Ostrovu Mare – wieś w Rumunii, w okręgu Mehedinți, w gminie Gogoșu. W 2011 roku liczyła 773 mieszkańców.